# タイタンの戦い (2010年の映画)
『タイタンの戦い』（タイタンのたたかい、原題: Clash of the Titans、訳：巨神達の激突）は、2010年のアメリカ合衆国のファンタジーアクション映画。監督は『トランスポーター』シリーズなどで知られるフランス出身のルイ・レテリエ、出演はサム・ワーシントン、リーアム・ニーソン、レイフ・ファインズなど。1981年の同名スペクタクル映画のリメイク作品。

## ストーリー
星座が誕生する以前の古代ギリシア時代。世界を支配していたのはクロノスが率いるタイタンの神々だった。しかし、クロノスの息子の神であるゼウス、ポセイドン、ハデスなどのオリンポスの神が台頭した。ゼウスはハデスに「父を倒す為の怪物」を創る様に頼んだ。ハデスは自身の肉体を削り恐ろしい怪物クラーケンを創った。クロノスを打ち倒したゼウスたちはそれぞれの支配地を決め、ゼウスは天界と神々の王に、ポセイドンは海洋の王になった。ハデスはゼウスに騙されて長兄でありながら暗黒の冥界の王となっていた。やがて神々は人間を創り、彼らからの崇拝と愛を糧に不老不死を保っていた。しかし、傲慢の限りを尽くす神々に対し、ついに人間たちは反旗を翻す。
ペルセウスと彼の家族が漁に出ると、アルゴスの兵士達がゼウスの像を破壊しているのを目撃する。冒涜に怒り狂った神々は、フリアエを解き放ち、兵士達を襲い、漁船を破壊する。ペルセウスだけが生き残り、兵士達に発見される。
ペルセウスは、神々に対抗しようと祝宴を行なっている王ケーペウスと王妃カシオペアのもとに連れてこられる。王妃カシオペアは娘の王女アンドロメダと神々を比較し、アフロディーテよりも娘の方が美しいと豪語する。これに怒ったゼウスは、兄であり冥界の王であるハデスを人間界へ解き放ってしまう。かねてより神々を侮辱していたアルゴス国王と王妃の前に現れたハデスは、10日後の日食の日に海の魔物・クラーケンを放ち都を滅ぼすと宣言。滅ぼされたくなければ、王女・アンドロメダを生贄に捧げろと要求してくる。ハデスはペルセウスに、ペルセウスがゼウスの息子で半神であると告げ、去っていった。
ペルセウスはイオに会い、出生の秘密を知る。イオはさらに、ペルセウスのこれまでの人生を全て見てきたと明かす。ペルセウスは神々を倒すことのできる唯一の人であり、イオはこれまでも彼を守ってきているのであった。
ペルセウスはクラーケンを倒す方法を知るため、王の警護隊と共にグライアイの魔女のもとに向かう。権力欲の強いハデスに裏切られた後、ゼウスはペルセウスにオリンポス山で作られた剣と翼のある馬ペガサスを与える。ペルセウスはこれらを断ったが、王の警護隊のドラコ隊長が念のため預かる。その直後、彼らはハデスの使いのカリボスに攻撃される。カリボスはドラコ隊長に腕を切り落とされ逃亡する。彼らはカリボスを追うが、カリボスの傷口から滴り落ちた血により作り出された巨大サソリに襲われるが、ジンの長老に率いられた砂漠の魔術師の一群に助けられる。ジンは神々の敗北を望んでおり、ペルセウスと警護隊の味方となる。
グライアイの魔女の隠れ家に着き、クラーケンを倒す方法は冥界の神殿に住むゴルゴンのメデューサの首を手に入れなければならないことを知る。メデューサと目が合った者は全て石になってしまうのである。
ペルセウス、イオ、ジンの長老、ドラコ隊長および生き残った警備隊員であるソロン、エウセビオス、イクサスは冥界に入る。彼らがメデューサの隠れ家である神殿に入っている間、イオは外で待つ。ジンの長老とドラコ隊長はゴルゴンにより傷を負い、自ら犠牲になる。ペルセウスは裏返した盾にメデューサを映して近づくまで待ち、ついにメデューサの首をはねる。ペルセウスがメデューサの首を持ち神殿を出ると、カリボスがイオの背後に現れて彼女に重傷を負わせる。ペルセウスとカリボスは戦い、自分がゼウスの子であることをついに受け入れ、ゼウスから与えられた剣を使いカリボスの胸に突き刺す。
イオは死に際、その場を離れたがらないペルセウスに行くよう促し、アンドロメダとアルゴスを守るよう諭す。その後彼女は粉々になり、金の霧となり空に舞い上がる。ペガサスが登場し、ペルセウスはペガサスに乗り、クラーケンが放たれたアルゴスに急いで戻る。アルゴスの人々は捕らえられ、クラーケンに差し出されたアンドロメダは拘束される。クラーケンの目覚めにより人々が死に、オリンポス山の力関係は崩れる。ハデスが現れ、ゼウスのように人々の信仰や崇拝を望んでおらず、恐怖だけが望みであると語る。その後、弱ったゼウスを簡単に制圧する。
クラーケン討伐の命を受けたペルセウスは、神の血を引く者として世界の存亡をかけた戦いに挑む。ペガサスに乗り空を飛び、ペルセウスはアルゴスに到着し、クラーケンがアンドロメダの所に到達するまさにその瞬間、ペルセウスはメデューサの首をクラーケンに突きつける。クラーケンはゆっくりと石になっていき、崩れる。激怒したハデスが現れペルセウスを殺そうとする。ゼウスの声が聞こえたペルセウスは剣をハデスに突き刺す。剣が稲妻を受け、その剣をハデスに投げつけるとその勢いでハデスは冥界に突き戻される。
ペルセウスはアルゴスの女王となったアンドロメダを海中から救い出す。アンドロメダはペルセウスに王としてアルゴスに留まることを願ったが彼はこれを辞退する。ペルセウスはまたゼウスから神格となることを望まれ、これも辞退したが、その後ゼウスはたとえペルセウスが人間として生きようとも孤独ではないと語り、イオを蘇らせる。

## キャスト
| 役名                             | 俳優                       | 日本語吹替 | 日本語吹替                                                                                     |
| 役名                             | 俳優                       | 劇場公開版 | テレビ朝日版                                                                                   |
| -------------------------------- | -------------------------- | --- | ---------------------------------------------------------------------------------------------- |
| ペルセウス                       | サム・ワーシントン         | 藤真秀 | 浪川大輔                                                                                       |
| ゼウス                           | リーアム・ニーソン         | 津嘉山正種 | 大塚明夫                                                                                       |
| ハデス                           | レイフ・ファインズ         | 土師孝也 | 大塚芳忠                                                                                       |
| アクリシオス王／カリボス         | ジェイソン・フレミング     | 小山力也 | てらそままさき                                                                                 |
| イオ／語り手                     | ジェマ・アータートン       | 甲斐田裕子 | 本田貴子                                                                                       |
| 王女アンドロメダ                 | アレクサ・ダヴァロス       | 林真里花 | 藤本喜久子                                                                                     |
| ドラコ隊長                       | マッツ・ミケルセン         | 大塚芳忠 | 山路和弘                                                                                       |
| アポロ                           | ルーク・エヴァンズ         | 土田大 | 諏訪部順一                                                                                     |
| アテナ                           | イザベラ・マイコ           | 森夏姫 |                                                                                                |
| ソロン                           | リアム・カニンガム         | 仲野裕 | 菅生隆之                                                                                       |
| イクサス                         | ハンス・マシソン           | 斉藤次郎 | 藤原啓治                                                                                       |
| エウセビオス                     | ニコラス・ホルト           | 川島得愛 | 平川大輔                                                                                       |
| オザル                           | アシュラフ・バルフム       | | 斎藤志郎                                                                                       |
| クスク                           | モウラウド・アシュール     | 河本邦弘 | 後藤哲夫                                                                                       |
| ジンの長老                       | イアン・ホワイト           | 辻親八 |                                                                                                |
| ケフェウス王                     | ヴィンセント・リーガン     | 佐々木勝彦 | 内海賢二                                                                                       |
| 王妃カシオペア                   | ポリー・ウォーカー         | 増子倭文江 | 一城みゆ希                                                                                     |
| 年老いたカシオペア               | キャサリン・レオプキー     | |                                                                                                |
| 預言者プロコピオン               | ルーク・トレッダウェイ     | 高木渉 | 千葉繁                                                                                         |
| 老父スピローズ                   | ピート・ポスルスウェイト   | 有本欽隆 | 麦人                                                                                           |
| マーマラ                         | エリザベス・マクガヴァン   | 佐藤しのぶ | 野沢由香里                                                                                     |
| テクラ                           | シニード・マイケル         | |                                                                                                |
| ペシェット（アンドロメダの侍女） | カヤ・スコデラリオ         | | あんどうさくら                                                                                 |
| ヘルメース                       | アレクサンダー・シディグ   | |                                                                                                |
| アレース                         | タマー・ハッサン           | |                                                                                                |
| ポセイドン                       | ダニー・ヒューストン       | 辻親八 | 大友龍三郎                                                                                     |
| ヘラ                             | ニーナ・ヤング             | |                                                                                                |
| ヘスティアー                     | ジェーン・マーチ           | |                                                                                                |
| アルテミス                       | ナタリー・コックス         | |                                                                                                |
| アプロディーテー                 | アギネス・ディーン         | |                                                                                                |
| メデューサ                       | ナタリア・ヴォディアノヴァ | |                                                                                                |
| グライアイの魔女                 |                            | 京田尚子 巴菁子 秋元千賀子 | 三ツ矢雄二 渡部建                                                                              |
| 役不明又はその他                 | N/A                        | 志村知幸 廣田行生 村治学 五十嵐麗 宮島依里 大滝寛 恒松あゆみ 坂口候一 園部好德 船木真人 堀越省之助 川口潤 諸星すみれ 酒巻光宏 堂坂晃三 相馬幸人 伝坂勉 | 西凜太朗 楠見尚己 檀臣幸 山像かおり 武田華 石田圭祐 金光宣明 中博史 久嶋志帆 後藤光祐 土屋大輔 |
|                                  |                            | |                                                                                                |
| 演出                             | 演出                       | 小山悟 | 鍛治谷功                                                                                       |
| 翻訳                             | 翻訳                       | 平田勝茂 | アンゼたかし                                                                                   |
| 製作                             | 製作                       | HALF H・P STUDIO | ブロードメディア・スタジオ                                                                     |

- テレビ朝日版︰初回放送2012年4月22日21:00-23:10『日曜洋画劇場』

## 製作
2002年にプロデューサーのアダム・シュローダー及び脚本家のジョン・グレンとトラヴィス・ライトの指揮下で『タイタンの戦い』リメイク企画が始まった。2006年にベイジル・イワンイクがプロジェクトを再始動し、オリジナルのファンを自称するトラヴィス・ビーチャムが脚本を書き直した。2007年に脚本家のローレンス・カスダンと映画監督のスティーヴン・ノリントンが雇われた。カスダンはビーチャムの脚本からさらに書き直しを行った。その後ノリントンは降板し新たにルイ・レテリエが監督に起用され、2008年6月までにプロジェクトに加わった。
2008年7月に脚本家のフィル・ヘイとマット・マンフレディが脚本を引き継ぎ、ビーチャムの草稿を起点として執筆が開始された。
撮影は2009年4月27日にロンドンで始まった。その他、ウェールズとスペインのカナリア諸島のテネリフェ島・グラン・カナリア島・ランサローテ島・エチオピアでも行われた。
レテリエは早期から3Dで撮ることを望んでいたが、最新の技術を用いて費用が高額となることから2Dで撮影された。撮影終了後にレテリエがコンピュータ変換による3D化の技術の存在を知ったことで、3ヶ月の作業を経て本作は3D映画となった。
ワールドプレミアは2010年3月29日にロンドンのレスター・スクウェアで行われ、ジャパンプレミアはサム・ワーシントンとルイ・ルテリエ監督が来日し、4月7日グランドハイアット東京で行われた。
ハデス役は当初は『マイケル・コリンズ』でリーアム・ニーソンと共演したアラン・リックマンが演じることになっていた。

## 裏話
- 神々が輝く鎧を纏っているのは、ルイ・レテリエ監督が車田正美原作のアニメ『聖闘士星矢』の大ファンであり、その影響であると語っている[13]。日本公開に際しては、コラボレーション企画として、車田による描き下ろしポスターが製作された[14][15]。
- ペルセウスが旅支度をする場面で、1981年版に登場したフクロウの「ブーボ」が1シーンだけ登場する。

## D-BOX対応上映
名古屋市のワーナー・マイカル・シネマズ大高でのみ、映画のアクションシーンと連動して座席が動く最新システムを導入したD-BOX対応で上映された。

## 評価
批評家からは酷評されている。Rotten Tomatoesによれば、批評家の一致した見解は「1981年のオリジナル作品を明らかに愛情を込めてリメイクしたルイ・レテリエ監督の『タイタンの戦い』は、脚本の不備を補うほどの視覚的なスリルを十分に提供していない」であり、266件の評論のうち高評価は27%にあたる72件で、平均点は10点満点中4.3点となっている。Metacriticによれば、37件の評論のうち、高評価は9件、賛否混在は15件、低評価は13件で、平均点は100点満点中39点となっている。2D撮影を変換して作られた3D映画であるため奥行きの表現が不自然なものとなり、評論家らによって「偽3Dである」と言われた。
一方、興行収入は2010年4月半ばまでに全世界で約3億2100万ドルを稼ぎ、レテリエが監督を務めた映画では最大のヒット作となった。

## Blu-ray/DVD
日本ではワーナー・ブラザース ホームエンターテイメントよりBlu-ray、DVDが発売。
- 【初回限定生産】タイタンの戦い ブルーレイ&DVDセット（2枚組、2010年8月25日発売）
- タイタンの戦い DVD（1枚組、2010年8月25日発売）
- タイタンの戦い ブルーレイ（1枚組、2011年7月20日発売）

## テレビ放送
| 回数 | テレビ局   | 番組名（放送枠名） | 放送日        | 放送時間      | 放送分数 | 視聴率 |
| ---- | ---------- | ------------------ | ------------- | ------------- | -------- | ------ |
| 1    | テレビ朝日 | 日曜洋画劇場       | 2012年4月22日 | 21:00 - 23:10 | 130分    | 12.6%  |
| 2    | テレビ東京 | 午後のロードショー | 2018年9月7日  | 13:35 - 15:40 | 125分    |        |

- 視聴率はビデオリサーチ調べ、関東地区・世帯・リアルタイム。

## ゲームソフト
本作の世界観を基にした同名のアクション・アドベンチャー・ゲームが、ワーナー・ブラザース・ゲームリパブリック・バンダイナムコゲームスの共同制作により、2010年6月17日にXbox 360とプレイステーション3で発売された。映画版のストーリーをベースに、オリジナル・エピソードも追加されている。